# Kortspilsudtryk
|  | Sammenskrivningsforslag Artiklerne kortspil, Kortspilsudtryk er foreslået sammenskrevet. (Siden april 2020) Diskutér forslaget |

I kortspil bruges en række specielle udtryk. Nogle af disse udtryk er specifikke for et eller flere spil, og nogle udtryk bruges også i overført betydning.

## Liste over kortspilsudtryk
- Renonce – det at mangle kort i en bestemt farve.
- Sans – melding, som betyder "uden trumf".
- Forhånd – den spiller der får først kort som regel spilleren til venstre for kortgiveren. Forhånden har i de fleste spil første udspil.
- Udspil – at spille et kort til bordet.
- Talon – den bunke kort spillerne tager nye kort fra eller trækker kort fra, når de køber. (Nogen gange kaldet "Katten")
- Stiktvang – regel i stikspil om at en spiller der kan stikke et udspillet kort skal gøre det
- Bekende kulør – spille i den udspillede kulør (farve), hvis man kan
- Pas – meddelelse om at man ikke vil afgive en melding
- Spilfører – den spiller, der har fået meldingen

| Spil | Spire Denne artikel om spil eller lege er en spire som bør udbygges. Du er velkommen til at hjælpe Wikipedia ved at udvide den. |